# محمدجعفر ملکوتی
محمدجعفر ملکوتی متولد سال ،۱۳۲۶ مدارک لیسانس و فوق لیسانس و دکترای خود را به ترتیب از دانشگاه شهید چمران (۱۳۴۹)، دانشگاه تهران (۱۳۵۳) و دانشگاه نبراسکای آمریکا (۱۳۵۶) با درجات عالی دریافت کردند. وی تا سال ۱۳۶۲ در دانشکده کشاورزی زنجان و از آن پس تا هم‌اکنون در دانشگاه تربیت مدرس مشغول به تدریس و تحقیق می‌باشند. وی از سال ۱۳۷۴تا ۱۳۸۵با حفظ سمت، سرپرست مؤسسه تحقیقات خاک و آب و مشاور وزیر کشاورزی در امور تولید و مصرف بهینه کودها بودهاند. در سال ۱۳۷۵ به عنوان استاد نمونه کشوری و در سال ۱۳۷۶ به دلیل طرح مصرف بهینه کود، راهاندازی تولید صنعتی کودهای شیمیایی و زیستی در کشور و صرفه جویی در مصرف کودهای فسفاتی وارداتی موفق به دریافت نشان لیاقت درجه سه در کار و تولید گردیدند. وی مصرف سولفات روی را در محصولات کشاورزی و انسان همگانی نموده و ثابت نمودند که در محصولات کشاورزی و در نهایت دام و انسان، غلظت روی (Zn) بسیار کمتر از حد نیاز می‌باشد.

## پژوهش و مقاله
پروفسور ملکوتی تاکنون راهنمایی بیش از ۱۵۰ پایان‌نامه کارشناسی ارشد و رساله دکتری در رشته‌های مختلف کشاورزی به ویژه حاصلخیزی خاک و تغذیه گیاهی را عهده‌دار بوده و بیش از ۱۸۰۰ عنوان کتاب، مقاله علمی و نشریه فنی ۶۰کتاب، ۴۶۰ مقاله علمی در مجلات داخلی خارجی، ۸۴۰ مقاله در مجامع علمی داخلی– خارجی، ۴۷۰ نشریه ترویجی، ۳۳ گزارش نهایی و شریک در ۱۵ دانش فنی که عمدتاً با همکاری اساتید معزز، اعضاء محترم هیئت علمی، دانشجویان سختکوش گروه خاکشناسی دانشکده کشاورزی دانشگاه تربیت مدرس و محققین گرانسنگ مؤسسه تحقیقات خاک و آب به چاپ رساندهاند. پروفسور ملکوتی را در تاریخ ۱۳ ۹۰/۴/۱۵ در حالی که بیشترین امتیاز پژوهشی را در میان تمام اعضای محترم هیئت علمی دانشگاه داشتند، بازنشسته کردند. لیکن، با روی کار آمدن دولت یازدهم، مجدداً در گروه خاکشناسی دانشکده کشاورزی دانشگاه تربیت مدرس به تدریس و تحقیق مشغول شدند

## افتخارات
در سال ۱۳۷۹ به لحاظ ارائه روش عملی برای پائین آوردن نسبت مولی اسید فیتیک به روی (PA/Zn)در گندم و ضرورت مصرف نان سبوسدار غنیشده در جامعه، موفق به دریافت جایزه رتبه اول در رشته تغذیه و بهداشت از ششمین جشنواره تحقیقات پزشکی رازی شد. در سال ۱۳۸۱ بنا به پیشنهاد دبیرکل خانه کشاورز، لوح یاد بود برای همگانی کردن مصرف بهینه کودها مخصوصاا ریزمغذی‌ها از رئیس جمهور دریافت نمود. در سال ۱۳۸۳ موفق به دریافت جایزه از هجدهمین جشنواره بینالمللی خوارزمی و نیز برنده جایزه جهانی SOPIB از اتحادیه بین‌المللی کود TFI در کانادا و در سال ۱۳۸۴ به عنوان اولین ایرانی، موفق به دریافت جایزه از آکادمی علوم جهان سوم (TWAS) در شاخه علوم کشاورزی به خاطر اصلاح فرمول کودی کشور و همگانی کردن مصرف سولفات روی در محصولات کشاورزی و انسان گردیدند. ایشان در سال ۱۳۸۶ عنوان استاد ممتازی در رشته خاکشناسی را از طرف انجمن علوم خاک ایران، در سال ۱۳۸۷عنوان چهره ماندگار در علوم کشاورزی (خاکشناسی) را از طرف هفتمین ستاد چهره‌های ماندگار کشور و درسال ۱۳۸۹ از طرف سوم همایش بینالمللی نوآوری و عدالت اقتصادی به دلیل تلاشهای علمی در زمینه ارتقاء کمی کیفی محصولات کشاورزی و ارتقاء سطح سلامت جامعه در کشور تقدیرنامه دریافت نمودند. علاوه براین، ایشان در سال ۱۳۹۱ به دلیل داشتن بیشترین تعداد مقاله فارسی، از طرف پایگاه استنادی علوم جهان اسلام به عنوان دانشنمد برتر انتخاب شدند